# Жуков, Александр Алексеевич
Александр Алексеевич Жуков (22 августа [4 сентября] 1901 — 26 мая 1944) — начальник Управления НКВД по Астраханской области, комиссар государственной безопасности (1944).

## Биография
Родился 22 августа [4 сентября] 1901 года в селе Любанове Ташировской волости Верейского уезда Московской губернии в семье крестьян Алексея Петровича и Татьяны Петровны. Крещён на следующий день приходским священником.
Получил низшее образование. В Красной армии с 1918 года. Член ВКП(б) с 1926.
С 19 декабря 1940 начальник Особой инспекции ГУРКМ НКВД СССР. С 4 апреля 1941 заместитель начальника Отдела по борьбе с бандитизмом (ОББ) Главного управления милиции (ГУМ) НКВД СССР, затем с 9 августа 1941 исполняющий обязанности начальника ОББ ГУМ НКВД СССР и с 30 сентября 1941 возвращается обратно на должность заместителя. С 7 мая 1943 народный комиссар внутренних дел Калмыцкой АССР. С 27 декабря 1943 (по другим данным с 7 января 1944) до 26 мая 1944 являлся начальником УНКВД по Астраханской области.
Будучи в звании комиссара госбезопасности, погиб 26 мая 1944 года под Житомиром.

Могила Жукова в Парке Вечной Славы Киева.

По документам проходит как погибший при исполнении служебных обязанностей, хотя в литературе чаще встречается формулировка "умер" — точные данные о причине смерти отсутствуют. Похоронен в Киеве, в Парке Вечной Славы.

## Звания
- капитан милиции, 16.08.1936;
- майор милиции, 05.11.1940;
- майор государственной безопасности[6], 02.10.1941;
- полковник государственной безопасности, 14.02.1943;
- комиссар государственной безопасности, 14.03.1944.

## Награды
- орден Красной Звезды, 13.11.1937 (в связи с 20-й годовщиной организации РКМ);
- орден Красного Знамени,1942
- орден Ленина, 03.07.1943 (за выполнение специальных заданий правительства);
- орден Отечественной войны 2-й степени, 25.10.1943 (зам.начальника отдела по борьбе с бандитизмом НКВД Краснодарского края полковник госбезопасности Жуков награждён за непосредственное участие в обороне перевалов Большого Кавказского хребта и обеспечение разгрома бандитско-повстанческих отрядов);[7]
- орден Суворова 2-й степени, 08.03.1944 (за выселение чеченцев и ингушей);
- орден Отечественной войны 1-й степени, 20.10.1944 (за борьбу с бандитизмом в Западной Украине).